# Waag (Schiedam)

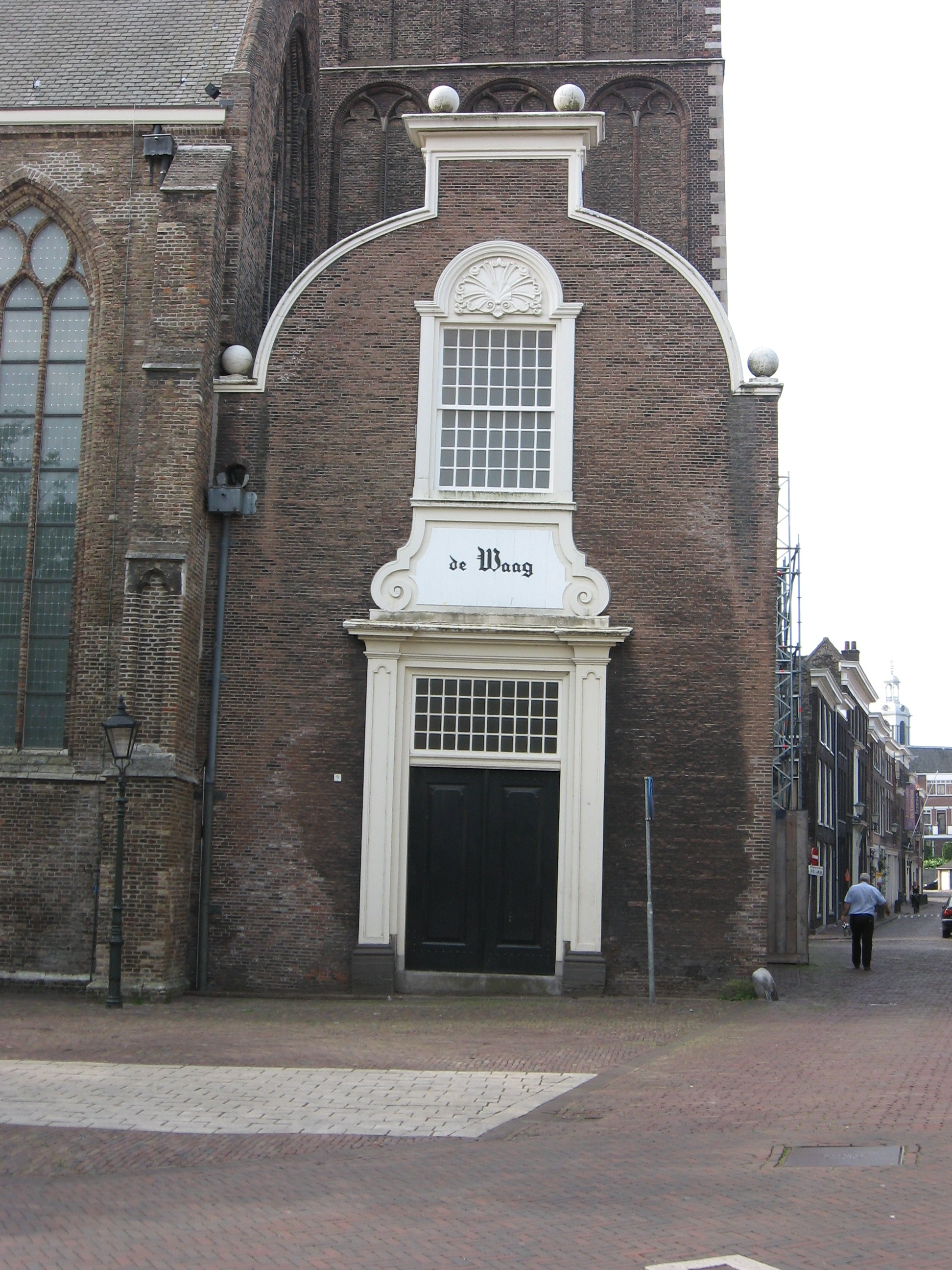
De Waag (2010)

De Waag van Schiedam aan de Nieuwstraat 36 is aangebouwd aan de toren van de Grote of Sint-Janskerk
Schiedam kreeg een eerste waag in 1339 in de ruimte onder het Stadhuis, die ook als laken- en
vleeshal dienstdeed. In 1579 verhuisde de waag naast de
toren van de Grote Kerk. De functie als waag is pas in 1930 opgeheven.
De Waag is in 1990 gerestaureerd, zodat het kerkelijk bureau van de Hervormde Gemeente hier kantoor kon houden. 
Na een grote renovatie is sinds juni 2016 de Stichting Promotie Schiedam gevestigd in De Waag. De weegschaal aan de gevel is weer terug op zijn plek, nadat er onderdelen werden gevonden in de achtertuin van het Stedelijk Museum Schiedam in 2003. De horizontale (ijzeren) balk van de weegschaal ontbrak bij de opgraving. In 2016 maakte de Schiedamse smid Rookbaard een nieuwe balk.
De Waag is een rijksmonument (33254).